# Radek Šlouf
Radek Šlouf (30 de outubro de 1994) é um canoísta tcheco, medalhista olímpico.

## Carreira
Šlouf conquistou a medalha de bronze nos Jogos Olímpicos de Verão de 2020 em Tóquio na prova de K-2 1000 m masculino, ao lado de Josef Dostál, com o tempo de 3:16.106 minutos.